# Morti nel 2002/Maggio
| Questa pagina contiene informazioni ricavate automaticamente dalle voci biografiche con l'ausilio del template Bio e di un bot. L'aggiornamento è periodico e automatico e ricostruisce completamente la pagina. Se manca una persona in questa lista, sei pregato di non aggiungerla, ma accertati piuttosto che la sua voce biografica contenga il template Bio e che i dati anagrafici siano correttamente compilati. Se il template Bio manca, inseriscilo tu stesso o, in alternativa, metti l'avviso {{tmp\|Bio}} che ne segnala la mancanza. Se i dati riportati sono sbagliati, correggi direttamente la voce biografica; le modifiche saranno visibili in questa lista entro pochi giorni. Per chiarimenti vedi il progetto biografie. La lista contiene solo le 131 persone che sono citate nell'enciclopedia e per le quali è stato implementato correttamente il template Bio. Pagina aggiornata al 10 ago 2025. |

- 1º maggio - Paolo Moci, generale e aviatore italiano (n. 1911)
- 2 maggio - Peter Thomas Bauer, economista ungherese (n. 1915)
- 2 maggio - Arturo Bonucci, violoncellista italiano (n. 1954)
- 2 maggio - Sihung Lung, attore taiwanese (n. 1930)
- 2 maggio - Ivano Nicolucci, musicista e compositore italiano (n. 1930)
- 2 maggio - Izet Sarajlić, storico, filosofo e poeta bosniaco (n. 1930)
- 2 maggio - Richard Stücklen, politico tedesco (n. 1916)
- 2 maggio - William Thomas Tutte, matematico e crittografo britannico (n. 1917)
- 3 maggio - Pasquale Bandiera, politico e giornalista italiano (n. 1924)
- 3 maggio - Mohamed Ibrahim Egal, politico somalo (n. 1928)
- 3 maggio - Evgenij Fëdorovič Svetlanov, compositore e direttore d'orchestra russo (n. 1928)
- 4 maggio - François Adam, ciclista su strada e ciclocrossista belga (n. 1911)
- 4 maggio - José Ernesto Díaz, calciatore colombiano (n. 1952)
- 5 maggio - Edmondo Amati, produttore cinematografico italiano (n. 1920)
- 5 maggio - Hugo Banzer Suárez, generale e politico boliviano (n. 1926)
- 5 maggio - Clarence Seignoret, politico dominicense (n. 1919)
- 5 maggio - Domenico Sesta, ingegnere italiano (n. 1937)
- 5 maggio - George Sidney, regista e produttore cinematografico statunitense (n. 1916)
- 5 maggio - Jimmy Smith, cestista e attivista statunitense (n. 1934)
- 5 maggio - Jacques Spagnoli, calciatore svizzero (n. 1914)
- 5 maggio - Čestmír Vycpálek, allenatore di calcio e calciatore cecoslovacco (n. 1921)
- 6 maggio - Otis Blackwell, cantautore, pianista e compositore statunitense (n. 1931)
- 6 maggio - Pim Fortuyn, politico olandese (n. 1948)
- 6 maggio - Carlo Rebella, ciclista su strada italiano (n. 1920)
- 7 maggio - Kevyn Aucoin, truccatore e fotografo statunitense (n. 1962)
- 7 maggio - Durga N. Bhagvat, letterata e sociologa indiana (n. 1910)
- 7 maggio - Basappa Danappa Jatti, politico indiano (n. 1913)
- 7 maggio - Ewart Jones, chimico gallese (n. 1911)
- 7 maggio - Robert Kanigher, fumettista e editore statunitense (n. 1915)
- 7 maggio - Tadeusz Majewski, vescovo vetero-cattolico polacco (n. 1926)
- 7 maggio - Stefano Mangold, tennista italiano (n. 1914)
- 7 maggio - Masakatsu Miyamoto, calciatore e allenatore di calcio giapponese (n. 1938)
- 7 maggio - Xavier Montsalvatge, compositore spagnolo (n. 1912)
- 7 maggio - Vitale Nocerino, giocatore di biliardo italiano (n. 1962)
- 8 maggio - Carlo Bottari, politico italiano (n. 1922)
- 8 maggio - Alexander Bottini, calciatore venezuelano (n. 1969)
- 8 maggio - Giovanni Carrus, politico italiano (n. 1937)
- 8 maggio - Tilly Lauenstein, attrice e doppiatrice tedesca (n. 1916)
- 8 maggio - Juan Miguel Lope Blanch, linguista e filologo spagnolo (n. 1927)
- 9 maggio - Aldo Amadeo, politico italiano (n. 1918)
- 9 maggio - Lynne Lassal, modella francese (n. 1920)
- 10 maggio - Vitale Artese, politico italiano (n. 1922)
- 10 maggio - Kaifi Azmi, poeta e scrittore indiano (n. 1919)
- 10 maggio - John Cunniff, allenatore di hockey su ghiaccio statunitense (n. 1944)
- 10 maggio - Gabriele Mucchi, architetto e pittore italiano (n. 1899)
- 10 maggio - David Riesman, sociologo statunitense (n. 1909)
- 10 maggio - Yves Robert, attore, sceneggiatore e regista francese (n. 1920)
- 11 maggio - Joseph Bonanno, mafioso italiano (n. 1905)
- 11 maggio - Maurizio Fagiolo dell'Arco, critico d'arte e collezionista d'arte italiano (n. 1939)
- 11 maggio - Agostino Greggi, politico, avvocato e ingegnere italiano (n. 1920)
- 11 maggio - Luciano Lupi, calciatore e allenatore di calcio italiano (n. 1923)
- 11 maggio - Bill Peet, scrittore e sceneggiatore statunitense (n. 1915)
- 11 maggio - Jerzy Tabeau, superstite dell'Olocausto polacco (n. 1918)
- 11 maggio - Nika Georgievna Turbina, poetessa e scrittrice ucraina (n. 1974)
- 11 maggio - John White, presbitero, psichiatra e docente inglese (n. 1924)
- 12 maggio - Gabrio Avanzati, politico italiano (n. 1946)
- 12 maggio - Giuseppe Maras, militare e partigiano italiano (n. 1922)
- 12 maggio - Vencislav Slavov, cestista bulgaro (n. 1963)
- 12 maggio - Paolo Tilche, architetto, designer e conduttore televisivo italiano (n. 1925)
- 13 maggio - Enrico Colosimo, regista e sceneggiatore italiano (n. 1921)
- 13 maggio - Makoto Fujiwara, cantante giapponese (n. 1947)
- 13 maggio - Kang Byung-chan, calciatore sudcoreano (n. 1951)
- 13 maggio - Valerij Lobanovs'kyj, calciatore e allenatore di calcio sovietico (n. 1939)
- 13 maggio - Morihiro Saitō, artista marziale giapponese (n. 1928)
- 14 maggio - Aage Gilberg, medico e scrittore danese (n. 1912)
- 14 maggio - Rainer Kriester, scultore e pittore tedesco (n. 1935)
- 14 maggio - Dale Morey, cestista, allenatore di pallacanestro e golfista statunitense (n. 1918)
- 15 maggio - Antonino Mistretta, medico italiano (n. 1929)
- 15 maggio - Bryan Pringle, attore britannico (n. 1935)
- 16 maggio - James Dewar, bassista e cantante britannico (n. 1942)
- 16 maggio - Francesco Ghiretti, fisiologo e biologo italiano (n. 1916)
- 17 maggio - Bruce Beale, pilota motociclistico rhodesiano (n. 1941)
- 17 maggio - Mario Campagnoli, politico italiano (n. 1935)
- 17 maggio - James Chichester-Clark, politico britannico (n. 1923)
- 17 maggio - John de Lancie, oboista e manager statunitense (n. 1921)
- 17 maggio - László Kubala, calciatore e allenatore di calcio ungherese (n. 1927)
- 17 maggio - Vito Elio Petrucci, poeta, giornalista e drammaturgo italiano (n. 1923)
- 17 maggio - Sharon Sheeley, compositrice statunitense (n. 1940)
- 18 maggio - Sergio Andreoli, calciatore e allenatore di calcio italiano (n. 1922)
- 18 maggio - Egidio Premiani, cestista italiano (n. 1908)
- 18 maggio - Wolfgang Schneiderhan, violinista austriaco (n. 1915)
- 18 maggio - Roberto Segoni, architetto e designer italiano (n. 1942)
- 18 maggio - Davey Boy Smith, wrestler inglese (n. 1962)
- 18 maggio - Song Hye-rim, attrice nordcoreana (n. 1937)
- 19 maggio - Renzo Barbera, imprenditore e dirigente sportivo italiano (n. 1920)
- 19 maggio - John Gorton, politico australiano (n. 1911)
- 19 maggio - Earl Hammond, attore, doppiatore e conduttore radiofonico statunitense (n. 1921)
- 19 maggio - Eric Karlsson, calciatore svedese (n. 1915)
- 19 maggio - Giuseppe Maria Scotese, pittore e regista italiano (n. 1916)
- 20 maggio - Luigi Ambrosoli, storico italiano (n. 1919)
- 20 maggio - Stephen Jay Gould, biologo, zoologo e paleontologo statunitense (n. 1941)
- 20 maggio - Sándor Kónya, tenore ungherese (n. 1923)
- 20 maggio - Eduardo de Medeiros, pentatleta brasiliano (n. 1923)
- 21 maggio - Joe Cobb, attore cinematografico statunitense (n. 1916)
- 21 maggio - Niki de Saint Phalle, pittrice, scultrice e regista francese (n. 1930)
- 21 maggio - Alberto Galassi, calciatore italiano (n. 1922)
- 22 maggio - Faye Dancer, giocatrice di baseball statunitense (n. 1925)
- 22 maggio - Dorothy Ferguson, giocatrice di baseball canadese (n. 1923)
- 22 maggio - Fritz Hippler, regista tedesco (n. 1909)
- 22 maggio - Alexandru Todea, arcivescovo cattolico e cardinale rumeno (n. 1912)
- 22 maggio - Enrico Vinci, dirigente sportivo italiano (n. 1915)
- 22 maggio - Joachim Wichmann, attore e doppiatore tedesco (n. 1917)
- 22 maggio - Ruth Williams Khama, first lady botswana (n. 1923)
- 23 maggio - Josef Bau, artista e poeta polacco (n. 1920)
- 23 maggio - Umberto Bindi, cantautore, compositore e pianista italiano (n. 1932)
- 23 maggio - Mary Lanier, attrice statunitense (n. 1912)
- 23 maggio - Lina Mangiacapre, artista, scrittrice e regista italiana (n. 1946)
- 23 maggio - Claudia Poggiani, attrice e drammaturga italiana (n. 1951)
- 23 maggio - Dorothy Spencer, montatrice e attrice statunitense (n. 1909)
- 24 maggio - Antonia Pantojas, attivista e educatrice portoricana (n. 1922)
- 24 maggio - Ugolino da Belluno, religioso, pittore e scultore italiano (n. 1919)
- 24 maggio - Xi Zhongxun, rivoluzionario e politico cinese (n. 1913)
- 25 maggio - Alessandro Baratta, giurista e sociologo italiano (n. 1933)
- 25 maggio - Zoran Janković, pallanuotista jugoslavo (n. 1942)
- 25 maggio - Pål Nils Nilsson, fotografo svedese (n. 1929)
- 26 maggio - Michel Jobert, politico francese (n. 1921)
- 26 maggio - Marion J. Levy Jr., sociologo statunitense (n. 1918)
- 26 maggio - Mamo Wolde, maratoneta e mezzofondista etiope (n. 1932)
- 27 maggio - Vitalij Solomin, attore russo (n. 1941)
- 28 maggio - Knut Andersen, calciatore norvegese (n. 1930)
- 28 maggio - Napoleon Beazley, assassino statunitense (n. 1976)
- 28 maggio - Grace Clawson, supercentenaria britannica (n. 1887)
- 28 maggio - David Parker Ray, criminale statunitense (n. 1939)
- 28 maggio - Jürgen Werner, calciatore tedesco (n. 1925)
- 29 maggio - Gunnar Jarring, diplomatico e turcologo svedese (n. 1907)
- 29 maggio - Sándor Mátrai, calciatore ungherese (n. 1932)
- 29 maggio - Elémire Zolla, scrittore, filosofo e storico delle religioni italiano (n. 1926)
- 30 maggio - Lino Innocenti, politico italiano (n. 1928)
- 30 maggio - Mario Lago, attore, poeta e cantante brasiliano (n. 1911)
- 30 maggio - Walter Laird, danzatore britannico (n. 1920)
- 31 maggio - Edoardo Semenza, geologo italiano (n. 1927)